# 約納 (喬治亞州)
約納（英語：Yonah）是位於美國喬治亞州懷特縣的一個人口普查指定地區。

## 地理
約納的座標為34°38′28″N 83°45′13″W / 34.64111°N 83.75361°W，而該地最高點為海拔高度469米（即1539英尺）。

## 人口
根據2010年美國人口普查的數據，約納的面積為8.16平方千米，當中陸地面積為8.09平方千米，而水域面積為0.07平方千米。當地共有人口507人，而人口密度為每平方千米62人。